# روحت را در دستت بگیر و قدم بزن
روحت را در دستت بگیر و قدم بزن فیلم مستند به کارگردانی سپیده فارسی است. این فیلم محصول مشترک فرانسه، فلسطین و ایران است و برای نمایش در بخش جنبی اسید (ACID) در هفتاد و هشتمین جشنواره فیلم کن در ماه مه ۲۰۲۵ انتخاب شده است. این مستند زندگی در غزه را در جریان تهاجم نظامی اسرائیل به تصویر می‌کشد. سوژه فیلم، فاطمه حسونه، عکاس خبری، در ۱۶ آوریل ۲۰۲۵، یک روز پس از انتخاب فیلم برای بخش ACID جشنواره کن، در حمله هوایی اسرائیل همراه با ۹ عضو خانواده‌اش کشته شد.